# Warner-Amex Satellite Entertainment
Warner-Amex Satellite Entertainment (WASEC) begon als een entertainment-joint venture tussen Warner Communications en American Express (Amex). In 1984 nam Warner Communications de aandelen van American Express over en hernoemde het concern Warner Cable (niet te verwarren met Time Warner Cable). Warner-Amex stond voornamelijk bekend als de oprichter van MTV, Nickelodeon, VH1, Showtime en The Movie Channel.
In 1985, nadat Viacom het bedrijf overgenomen had van Warner, werd het bedrijf hernoemd tot MTV Networks en werden er bepaalde televisiezenders opgeheven of samengevoegd.

## Divisies

### MTV Networks
- MTV
- MTV2
- MTV Latino
- Comedy Central
- Nickelodeon/Nick At Nite
- TV Land
- The-N
- Noggin
- Nickelodeon GAS
- Nicktoons TV
- VH1
- Logo
- CMT
- Spike TV

### Showtime Networks
- Showtime (50/50 met Viacom)
- The Movie Channel (50/50 met Viacom)
- The Sundance Channel (samen met Robert Redford, Viacom en NBC Universal)

Sinds 2006, na de opsplitsing van Viacom in CBS Corporation en Viacom, Inc., is het Showtime Networks onder de vleugel van CBS Corp gekomen. De rest van de netwerken zijn bij Viacom gebleven.
- Library of Congress Control Number: no97059947
- Virtual International Authority File: 137515862